# Красная Свобода
Красная Свобода — посёлок в Урицком районе Орловской области России.
Входит в состав Подзаваловского сельского поселения.

## География
Расположен южнее деревни Муратово на правом берегу реки Орлик. Восточнее посёлка находится деревня Бибиково.
В Красной Свободе имеется одна улица — Краснослободская.

## Население
| 2010 |
| ---- |
| 28   |